# Nelson Gonçalves da Costa
Nelson Miguel Gonçalves da Costa (* 13. August 1982 in Ochtrup) ist ein ehemaliger deutsch-portugiesischer Fußballspieler. Der Mittelfeldspieler spielte für die niederländischen Fußballvereine FC Twente Enschede und Go Ahead Eagles Deventer und dann in der deutschen Oberliga. Er ist auch unter dem Namen Nelson da Costa bekannt.

## Karriere
Gonçalves da Costa spielte in seiner Jugend für Arminia Ochtrup, wo er vom FC Twente beobachtet wurde. In der Jugend der Tukkers galt er als großes Talent und im Jahr 1999 unterschrieb er nach Abschluss der Realschule im Alter von siebzehn Jahren einen Fünfjahresvertrag in Enschede, wo er jedoch nicht den Durchbruch schaffte. Er war von 2002 an ein Teil der ersten Mannschaft des FC Twente und kam in der Saison 2003/04 zu sieben Pflichtspielen (sechs Ligaspielen und ein Pokalspiel). Am 12. August 2003 gab Gonçalves da Costa sein Debüt in einem Pokalspiel gegen VVOG. Das war sein einziger Einsatz in der Startelf während seiner Zeit bei Twente. Im August 2004 hatte er bei einem Einsatz in einem Pokalspiel gegen Sparta Nijkerk seinem letzten Auftritt für den FC Twente. Einen Monat später ging er auf Leihbasis zu den Go Ahead Eagles Deventer.
Für das Team aus Deventer spielte Gonçalves da Costa 22 Spiele in der Eerste Divisie. Er wusste jedoch, dass er dort keinen Vertrag erhalten würde. Als sein Vertrag mit dem FC Twente dann im Jahr 2005 endete, fand er einen neuen Club in Deutschland: FC Eintracht Rheine. Mit diesem Team war er bis 2008 in der Oberliga Westfalen im Einsatz, dann folgte der Abstieg in die Westfalenliga. Im Jahr 2009 wechselte Gonçalves da Costa zu Borussia Emsdetten, das auch in der Westfalenliga spielte. Im Oktober 2009 wurde er von seinem Trainer, der mit seiner Leistung unzufrieden war, aus dem Kader gestrichen. Im selben Monat erhielt Gonçalves da Costa die Trainer-A-Lizenz des Deutschen Fußball-Bundes.
Im Januar 2010 wechselte er zum SuS Neuenkirchen, für den er bis Ende April 2012 sowohl in der 1. Mannschaft in der Westfalenliga als auch in der zweiten Mannschaft in der Kreisliga aktiv war.
Von 2013 bis 2014 spielte er für Arminia Ochtrup.
Da Costa ist seit der Saison 2019/20 Trainer des Westfalenligisten SuS Neuenkirchen, nachdem er zuvor im Jugendbereich ein halbes Jahr als Kotrainer für die U 19 des SV Meppen und zweieinhalb Jahre als Cheftrainer der B-Junioren des VfL Osnabrück sowie ein Jahr als B-Junioren-Trainer des FSV Ochtrup tätig war.

## Sonstiges
Da Costa, der ein Masterstudium in den Fächern Sport und Spanisch absolviert hat, nahm zum 1. Mai 2012 ein Referendariat als Lehrer auf. Er arbeitete als Lehrer für Spanisch und Sport am Alexander-Hegius-Gymnasium in Ahaus. Derzeit ist er an der Emmy-Noether-Gesamtschule in Neuenkirchen beschäftigt.